# Olive Coates Palgrave
Olive Hannibal Coates Palgrave, née le 5 avril 1889 à Cradock en Afrique du Sud et morte en août 1963 à Umtali en Rhodésie du Sud, est une illustratrice botanique.

## Biographie
Elle est l'aînée des enfants d'Ada Marie Hannibal et d'Albert John Alfred Trollip (1857-1943). Son père est un descendant de colons encouragés en 1820 par le gouvernement britannique à s'implanter en Afrique australe, et un éleveur de moutons de Cradock. La perte de la totalité de son troupeau, dans une tempête de neige, le conduit à se déplacer vers la Rhodésie du Sud en 1895. Sa famille ne le rejoint qu'en 1900, par un voyage en train jusque Bulawayo, puis par la Zeederberg Coach Company (une compagnie de traction équestre) de Gweru, la rébellion des  Ndébélés puis la Guerre des Boers ayant retardé ce regroupement.
Son éducation commence au College Huguenot de Wellington, avec notamment comme enseignante Bertha Stoneman, botaniste et auteure du livre Plants and their ways in South Africa. Olive termine ses études en 1906.
En 1915, elle épouse Sidney Heneage Coates Palgrave, un fonctionnaire rhodésien. Ils élevent une famille de trois fils, Roderic (Deric) né en 1917, Keith né en 1926 et Paul né en 1929, qui, régulièrement, les accompagnent en excursion dans la brousse. En 1956, elle finalise avec son fils Keith un ouvrage, Trees of Central Africa, qu'elle dote d'illustrations remarquées et faisant référence. La publication comprend des descriptions, mais aussi des dessins et des peintures de 110 espèces locales d'arbres, résultat de 28 ans de travail. Cet ouvrage est déjà une affaire de famille : si son fils Keith participe à la rédaction des descriptions, les deux autres fils aident leur mère dans la préparation des illustrations en photographiant les arbres. Ce même fils, Keith, publie également deux décennies plus tard, en 1977, le livre Trees of Southern Africa, un travail qui comble le besoin d'un ouvrage de référence suffisamment compact pour être utilisé comme un guide de terrain. Paul, le frère de Keith, et l'épouse de Paul, Meg, contribuent par des photographies.